# Mezőszilas
Mezőszilas là một thị trấn thuộc hạt Fejér, Hungary. Thị trấn này có diện tích 64,97 km², dân số năm 2010 là 2101 người, mật độ 32 người/km².